# Tinum
Tinum es una localidad del estado mexicano de Yucatán, cabecera del municipio homónimo en donde se encuentra el conocido yacimiento arqueológico maya de Chichén Itzá

## Toponimia
El nombre de Tinum, significa literalmente en lengua maya Allí, demasiado, o bien en demasía. Se deriva de los vocablos Tii, que significa allá (también como adverbio significa en o por); y Num que quiere decir, demasiado, abundancia.

## Localización
La villa de Tinum se encuentra aproximadamente a 25 km al noroeste de la ciudad de Valladolid.

## Datos históricos
Hubo asentamientos mayas en la región, al menos desde el siglo VI. Se sabe que los Chanes, pueblo que antecedió a los Itzáes, llegó proveniente del sur-oriente, de la zona lacustre de Bacalar, en las inmediaciones de lo que hoy es Chetumal, y fundaron lugares importantes como Chichén Itzá. Esta comarca alcanzó su apogeo entre los siglos XI y XII, y la arquitectura que en ella se encuentra presenta los estilos que muestran las diversas influencias que hubo sobre la arquitectura maya.
Más recientemente, hacia el siglo XIV y XV, esta región perteneció al cacicazgo de los cupules. 
En 1565, ya se había establecido una encomienda. Desde la época de la colonia, en el siglo XVI, Tinum permaneció en la jurisdicción de Valladolid y continuó estándolo durante el siglo XIX.

## Hermanamientos
- Aguas Calientes (Machu Picchu), Perú (2019)[7][8]